# Goszowice
Goszowice (niem. Kuschdorf)– wieś w Polsce, położona w województwie opolskim, w powiecie nyskim, w gminie Pakosławice.
Do sołectwa Goszowice przynależą: Frączków, Śmiłowice i Naczków.
W latach 1975–1998 wieś położona była w ówczesnym województwie opolskim.

## Nazwa
W księdze łacińskiej Liber fundationis episcopatus Vratislaviensis (pol. Księga uposażeń biskupstwa wrocławskiego) spisanej za czasów biskupa Henryka z Wierzbna w latach 1295–1305 miejscowość wymieniona jest w zlatynizowanej formie Coschovitz oraz Godcowitz w szeregu wsi lokowanych na prawie polskim iure polonico.

## Integralne części wsi
| SIMC    | Nazwa     | Rodzaj     |
| ------- | --------- | ---------- |
| 0501417 | Frączków  | przysiółek |
| 0501430 | Naczków   | przysiółek |
| 0501446 | Śmiłowice | przysiółek |